# Jesús (Eivissa)
Jesús, o Jesús de ses Torres, és un nucli de població i parròquia dins el terme de Santa Eulària des Riu, a l'illa d'Eivissa. Es troba a l'extrem meridional del terme municipal de Santa Eulària, prop de la platja de Talamanca i entre el cap Martinet i Puig d'en Valls.
La parròquia de Nostra Senyora de Jesús fou construïda el segle xv. D'arquitectura típicament eivissenca, amb porxo lateral, sagristia i cementiri, conserva un retaule, de principis del segle xvi, considerat de primer ordre patrimonial dins el context artístic insular.